# Fort de La Corne
 (novembre 2023).
Si vous disposez d'ouvrages ou d'articles de référence ou si vous connaissez des sites web de qualité traitant du thème abordé ici, merci de compléter l'article en donnant les références utiles à sa vérifiabilité et en les liant à la section « Notes et références ».
Pour les articles homonymes, voir Corne.
Le Fort de La Corne est un fort français construit au XVIIIe siècle en Nouvelle-France par l'officier Louis de La Corne.

## Historique
Après avoir fait édifier en 1752 le Fort Paskoya, Louis de La Corne, officier des troupes franco-canadiennes pour les territoires de l'Ouest canadien, fait construire un nouveau fort près des fourches de la rivière Saskatchewan, là où se rejoignent la Saskatchewan du Nord et la Saskatchewan du Sud.
Le Fort prend d'abord le nom de Fort Saint-Louis, puis sera nommé plus tard Fort de La Corne, en l'honneur de son créateur.
Le Fort de La Corne est, avec le Fort La Jonquière, un des deux forts français les plus occidentaux du Canada. Il se trouve, tout comme les autres forts français de Fort Paskoya et Fort Bourbon, sur la vallée de la Saskatchewan, vallée parcourue par les Cris et les coureurs des bois et trappeurs canadiens. Cette partie de la vallée a été surnommée « piste de Fort La Corne ».
En 1846, la Compagnie de la Baie d'Hudson reconstruit un nouveau fort à quelques distances de l'original et le nomme « Fort à La Corne ».
Le Fort de La Corne est aujourd'hui entouré par l'aire protégée de la Forêt provinciale de Fort à La Corne.